# 锗
锗（舊譯鈤[a]），是一種化學元素，化學符號为Ge，原子序數为32，原子量為72.630 u。鍺是一種灰白色类金属，有光澤，質地硬，屬於碳族元素，化學性質與同族的锡與硅相近。在自然中，鍺共有5種同位素，原子質量數在70至76之間。鍺能形成許多不同的有機金屬化合物，例如四乙基锗及异丁基锗烷等。
即使地球表面上鍺的豐度地殼蘊含量相對较高，但由於礦石中很少含有高濃度的鍺，所以它在化學史上發現得比較晚。德米特里·伊万诺维奇·门捷列夫在1869年根據元素周期表的位置，預測到鍺的存在與其各項屬性，並把它稱作eka-矽。克萊門斯·溫克勒於1886年在一種叫硫銀鍺礦的稀有礦物中，除了找到硫和銀之外，還發現了一種新元素。儘管這種新元素的外觀跟砷和锑有點像，但是新元素在化合物中的化合比符合硅下元素的預測。温克勒以他的國家——德国的拉丁語名來為這種元素命名。
鍺是一種重要的半导体材料，用於製造晶体管及各種電子裝置。主要的終端應用為光纖系統與紅外線光學，也用於聚合反應的催化剂，制造電子器件與太陽能電力等。現在，開採鍺用的主要礦石是閃鋅礦（锌的主要礦石），也可以在銀、铅和铜中，用商業方式提取鍺。一些鍺化合物，如四氯化鍺（GeCl4）和甲锗烷（GeH4），会刺激眼睛、皮膚、肺部與喉嚨。

## 发现史
門捷列夫於1869年發表了一份名為《化學元素週期律》的研究報告，當中預測了數種未知元素的存在，其中一種填補了碳族中硅及錫之間的空缺。由於它在週期表的位置，門捷列夫把它命名為擬硅（Ekasilicon, Es），並將其原子量定為72。

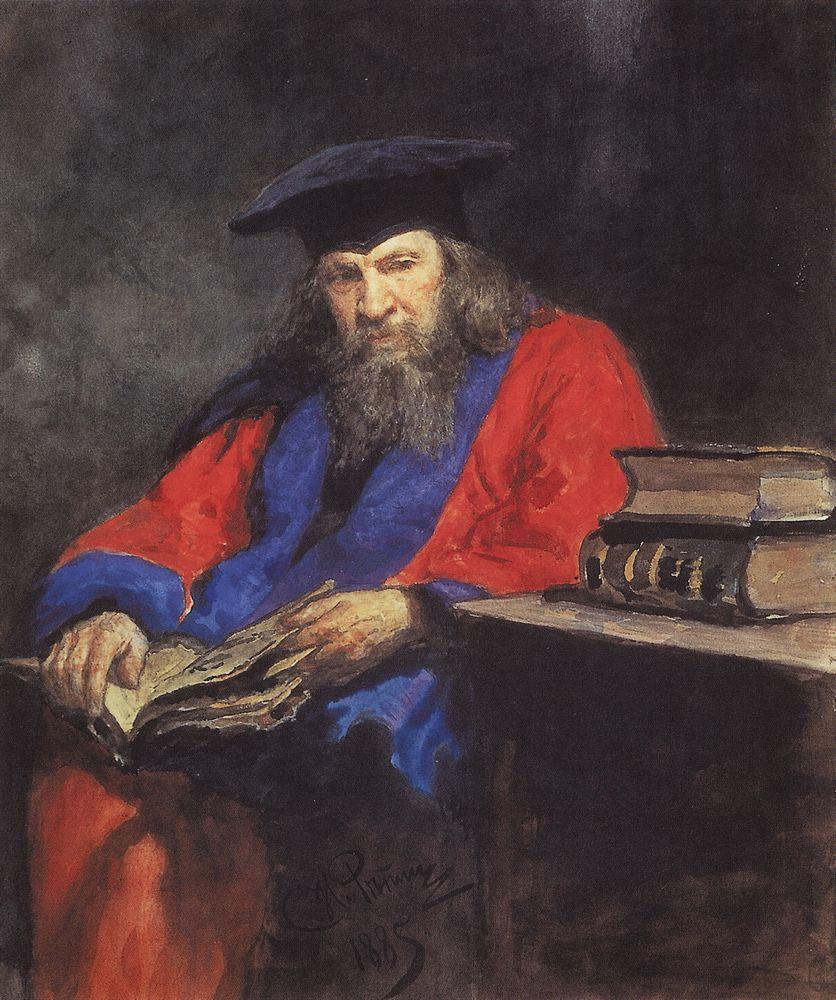
門捷列夫

1885年夏季，在薩克森王國弗赖堡附近的一個礦場，發現了一種新的礦物。由於這種礦物的含銀量高，所以被命名為硫銀鍺礦[b]。克萊門斯·溫克勒檢驗了這種礦物，並於1886年成功從中分離出一種與銻相似的元素。在他發表成果之前，他原本打算用海王星來為新元素命名，因為在1846年被發現的海王星，數學理論也預測它的存在[c]。然而，錼（Neptunium）這個名字當時已被另一元素佔用（不過不是今天叫的那種元素，它到1940年才被發現）[d]，因此溫克勒改用他的祖國——德國的拉丁語（germanium）來為元素命名。由於鍺跟砷和銻相近，所以它當時是否該出現在週期表上仍備受爭論，不過它的性質與門捷列夫的擬硅很像，因此才確立了它在週期表的確實位置 在發現後，薩克森的礦場再給了溫克勒五百公斤的礦石，因此他能進行後續研究，並在1887年確立了這種新元素的化學性質。他通過分析純四氯化鍺，得出鍺的原子量為72.32，而德布瓦博德蘭則通過比較該元素的火花光譜線，得出72.3。
溫克勒當時成功製備了幾種新的鍺化合物，包括氟化物、氯化物、硫化物、二氧化鍺及四乙基鍺，而四乙基鍺則是第一種有機鍺烷。有了從這些化合物而來的物理數據——它們符合門捷列夫的預測——鍺的發現成為了確認門捷列夫元素週期的重要證據。下表比較了預測與溫克勒的數據：
| 特性                | 擬硅（预测）               | 鍺            |
| ------------------- | -------------------------- | ------------- |
| 原子質量            | 72                         | 72.59         |
| 密度（g/cm3）       | 5.5                        | 5.35          |
| 熔點（℃）           | 高                         | 947           |
| 顏色                | 灰色                       | 灰色          |
| 氧化物種類          | 耐火（refractory）二氧化物 | 耐火二氧化物  |
| 氧化物密度（g/cm3） | 4.7                        | 4.7           |
| 氧化物性质          | 弱鹼                       | 弱鹼          |
| 氯化物熔點          | 100℃以下                   | 86℃ （GeCl4） |
| 氯化物密度（g/cm3） | 1.9                        | 1.9           |

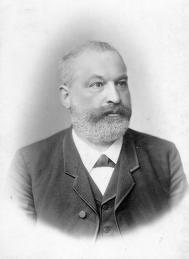
克萊門斯·溫克勒

直至1930年代末期，科學家們一直以為鍺只是一種導電性差的金屬。因為它的半導體特性對電子元件來說是非常有價值的，所以到1945年鍺成了一種有利可圖的材料。在第二次世界大戰期間的1941年，鍺二極體就開始取代電子裝置中的真空管。它的第一項主要用途為製造蕭特基二極體的接點，該二極體在二戰期間用於雷達接收。第一種矽鍺合金誕生於1955年。在1945年以前，鍺的年產量只有幾百千克，但到了1950年代末，世界年產量就已經達到40公噸。
鍺晶體管在1948年的出現，開啟了固態電子無數的應用之門。從1950年至1970年代初，這個領域為鍺提供了增長中的市場，但之後晶體管、二極體和整流器都開始轉用高純度硅。硅的電子特性比鍺優越，但是所需的純度就高得多——這樣的純度用早年的商業方法實在達不到。
與此同時，光纖通訊網絡、紅外線夜視系統及聚合反應催化劑對鍺的需求量正在急速增長。這些終端應用代表了2000年鍺用量的80%。美國政府甚至把鍺定為戰略及關鍵材料，並因此於1987年下令國家防禦儲備中心存入132公噸的鍺。生產鍺與硅不同的是，硅的產量只受生產力限制，而鍺的產量則受開採來源的短缺所限制。正因如此，硅在1998年的價格為每千克10美元以下，而當時鍺的價格達每千克1800美元。

## 特性
在標準狀況下，鍺是一種銀白色的半金屬元素，硬但易碎。這種形式構成一種同素異形體，技術上叫α鍺，它帶金屬光澤，結構與鑽石一樣，為鑽石立方晶體結構。當壓力高於120kPa時，會形成另一種同素異形體，叫β鍺，它的結構與β錫一樣。與硅、鎵、鉍、銻與水一樣，鍺在熔化態固體化時（即凝固）會膨脹，而有這種特性的物質並不多。
鍺是一種半導體。用區熔技術生產出的半導體用鍺晶體，其雜質含量只有一百億分之一，因此這種晶體是史上最純的材料之一。第一種在極強電磁場下成為超導體的金屬材料，是一種含鍺、銠和鈾的合金，於2005年被發現。
已知純鍺能自發地擠出非常長螺旋位錯，叫“鍺鬚”。這些晶鬚的增長，是較舊的鍺製二極體和晶體管壞掉的主要原因，因為晶鬚很可能會構成短路，但短路與否視最終接觸到的物質而定。

### 化學性质

鍺旳電子殼層圖

在250℃時，鍺會緩慢地氧化成GeO2。鍺不溶於稀酸及鹼，但溶於濃硫酸，並與熔鹼反應，生成鍺酸鹽（GeO32-）。鍺最常出現的氧化態是+4，但是已知它在不少化合物中的氧化態為+2。其他的氧化態則很罕見，例如化合物Ge2Cl6中为+3，以及在氧化物表面測得的+3與+1氧化态，或者鍺化物中的負氧化態，像是Mg
2Ge中的-4。多種含鍺的陰性簇離子（津特耳離子）已經被製備出來，當中包括Ge42-、Ge94-、Ge92-及[(Ge9)2]6-，其中一種方法是在乙二胺或穴醚的催化下，從置於液態氨的鍺與鹼金屬合金中進行提取。這些離子中鍺的氧化態並非整數——這點跟臭氧根離子中的氧一樣。
已知鍺共有兩種氧化物：二氧化鍺和一氧化鍺。焙燒二硫化鍺（GeS2）後可得二氧化鍺，二氧化鍺是一種白色的粉末，微溶於水，但與鹼反應並生成鍺酸鹽。當二氧化鍺與鍺金屬在高溫下反應時，會生成一氧化鍺。二氧化鍺（及其相關的氧化物及鍺酸鹽）有一種很不尋常的特性，就是對可見光有着高折射率，但同時對紅外線隱形。而鍺酸鉍則被用作閃鑠器（scintillator）。
鍺還能與其它氧族元素生成二元化合物，例如二硫化物（GeS2）、二硒化物（GeSe2）、一硫化物（GeS）、一硒化物（GeSe）及碲化物（GeTe）。把硫化氫氣體通過含Ge(IV)的強酸溶液時，會生成白色沉澱物，即二硫化鍺。二硫化鍺能很好地溶於水、苛性鈉溶液及鹼金屬硫化物溶液中。但是，它不溶於酸性溶液，溫克勒就是凭借這項性質才發現了鍺。把二硫化鍺置於氫氣流中加熱，會生成一硫化鍺（GeS），它昇華後會形成一圈色暗但具金屬光澤的薄層，它可溶於苛性鈉溶液中。把一硫化鍺、鹼金屬碳酸鹽與硫一起加熱後，會生成一種鍺鹽化合物，叫硫代鍺酸鹽。

甲鍺烷與甲烷的結構相近

鍺共有四種已知的四鹵化物。在正常狀況下四碘化鍺（GeI4）為固體，四氟化鍺（GeF4）為氣體，其餘兩種為揮發性液體。把鍺與氯一塊加熱，會得到一種沸點為83.1℃的無色發煙液體，即四氯化鍺。鍺的所有四鹵化物都容易水解，生成带结晶水的二氧化鍺。四氯化鍺用於製備有機鍺化合物。跟四鹵化物相反的是，全部四種已知的二鹵化物，皆為聚合固體。另外已知的鹵化物還包括Ge2Cl6及GenCl2n+2。還有一種奇特的化合物Ge6Cl16，其中含有类似新戊烷結構的Ge5Cl12。
甲鍺烷（GeH4）是一種結構與甲烷相近的化合物。多鍺烷（即與烷烃相似的鍺化合物）的化學式為GenH2n+2，現時仍沒有發現n大於五的多鍺烷。相對於硅烷，鍺烷的揮發性和活性都較低。GeH4在液態氨中與鹼金屬反應後，會產生白色的MGeH3晶體，當中含有GeH3−陰離子。含一、二、三個鹵素原子的氫鹵化鍺，皆為無色的活性液體。

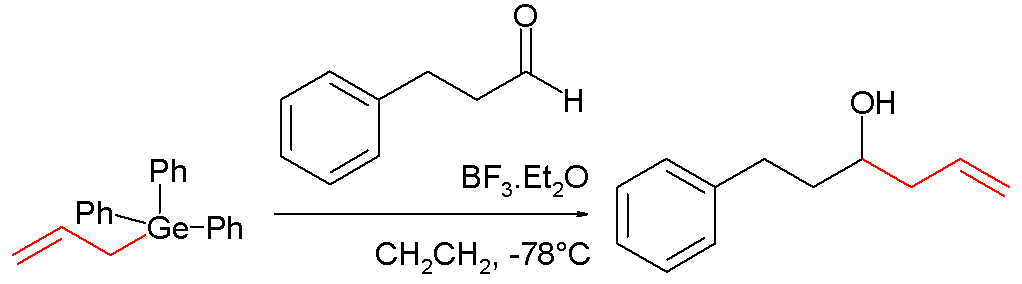
有機鍺化合物的親核加成反應

溫克勒於1887年合成出第一種有機鍺化合物（organogermanium compound）；四氯化鍺與二乙基鋅反應生成四乙基鍺（Ge(C2H5)4）。R4Ge型（其中R為烴基）的有機鍺烷，如四甲基鍺（Ge(CH3)4）及四乙基鍺，是由最便宜的鍺前驅物四氯化鍺及甲基親核劑反應而成。有機鍺氫化物，如異丁基鍺烷（(CH3)2CHCH2GeH3）的危險性比較低，因此半導體工業會用液體的氫化物來取代氣體的甲鍺烷。已知鍺有不少活性中間物：鍺代自由基、鍺烯（與碳烯相近）和鍺炔（與卡賓相近）。有機鍺化合物2-羧乙基鍺倍半氧烷（2-carboxyethylgermasesquioxane），於1970年被發現，曾經有一段時間被用作膳食補充劑，當時認為它可能對腫瘤有療效。

### 同位素
鍺共有五種天然存在的同位素：70Ge、72Ge、73Ge、74Ge和76Ge。當中，76Ge帶微弱的放射性，其衰變模式為雙β衰變，半衰期為1.58 × 1021年。74Ge是最常見的同位素，豐度約為36%。76Ge的自然豐度是最低的，約為7%。當72Ge被α粒子轟擊時，會產生穩定的77Se，並在過程中釋放出高能量的電子。因此，它與氡組合後可用作核電池。
鍺最少有27種合成放射性同位素，各原子質量介乎58至89之間。當中最穩定的是68Ge，其衰變模式為電子捕獲，半衰期則為270.95 d。而當中最不穩定的則是60Ge，其半衰期為30 ms。儘管大部份鍺同位素的衰變模式皆為β衰變，但是也有例外。61Ge及64Ge的衰變模式為β+遲延質子發射（proton emission），而84Ge至87Ge則有可能進行β-遲延中子發射。

### 自然豐度
鍺是由恆星核合成所創造的，主要是透過漸近巨星分支上恆星內的S-過程。S-過程是一種慢中子捕獲過程，發生於脈衝紅巨星中的輕元素。在木星的大氣層中能探測到鍺，在一些遙遠的恆星中也能探測到鍺。鍺在地球的地殼豐度約為1.6 ppm。含鍺量可觀的礦石只有幾種，如硫銀鍺礦、灰鍺礦（briartitie）、硫鍺銅礦（germanite）及硫鍺鐵銅礦（renierite），而它們都沒有可供開採的礦床。儘管如此，開採這些礦石都不是為了它們所含的鍺。一些鋅銅鉛礦體的含鍺量夠高，因此可以從它們最終的濃縮礦物中提取鍺。
德國礦物學家威特·戈斯密（Victor Goldschmidt）在測量鍺礦床時，發現了一種奇特的濃縮過程，它使得一些煤礦層能擁有高含鍺量。最高的含鍺量出現在英國諾森伯蘭郡哈特萊村（Hartley）的煤灰中，達1.6%。內蒙古錫林浩特市附近的煤礦層含鍺量估計達1600公噸。

## 製備

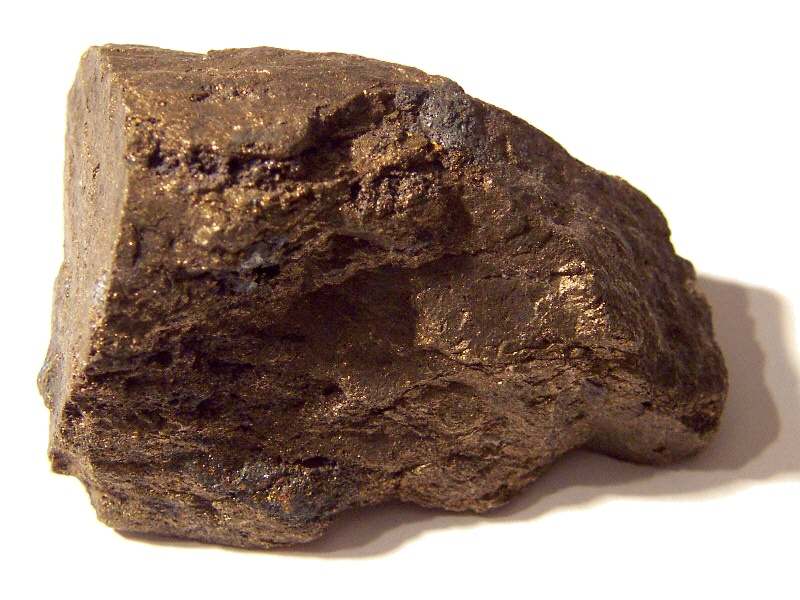
硫鍺鐵銅礦

2007年鍺的年生產量約為100公噸。現在，主要的方法是從鍺濃度達0.3%的閃鋅礦中提取鍺，它是當中的副產品，這種礦石最常出現於以沉積物為主體的大型Zn-Pb-Cu(-Ba)礦床，及以碳酸鹽為主體的Zn-Pb礦床。儘管沒有全球鍺儲備量的確實數字，但是估計美國的儲備量約在500公噸左右。在2007年，鍺的需求量有35%是由循環再造所滿足。
鍺主要是由閃鋅礦中製取，而閃鋅礦是一種鋅礦石，但是也可以在銀、鉛及銅礦中找到鍺。若煤炭發電廠用的煤是從高鍺濃度的礦床來的話，那麼發電廠的飛灰（fly ash）也是鍺的一個來源。俄羅斯與中國都有在用這種鍺源。俄羅斯的鍺礦床位於其遠東的庫頁島，而海參崴東北的煤礦也被用作鍺源。中國的鍺礦床主要位於雲南省臨滄市的褐煤礦場，及內蒙古自治區錫林浩特市附近的煤礦，而它們都是開採中的鍺源。
| 年份 | 價格 （$/kg） |
| ---- | ------------- |
| 1999 | 1,400         |
| 2000 | 1,250         |
| 2001 | 890           |
| 2002 | 620           |
| 2003 | 380           |
| 2004 | 600           |
| 2005 | 660           |
| 2006 | 880           |
| 2007 | 1,240         |
| 2008 | 1,490         |
| 2009 | 950           |

鍺的大部份濃縮礦物為硫化物；它們在空氣中加熱後會變成氧化物，這個過程叫焙燒（roasting）：
GeS2 + 3O2 → GeO2 + 2SO2
在這個過程中，部份鍺會進到所產生的灰塵中，而剩下的鍺則被轉化成鍺酸鹽，然後被硫酸淋溶，此時在爐渣中的鋅也被淋溶。在中和反應後，只有鋅留在溶液中，沉澱物中含有鍺及其他金屬。在用威爾茲冶鋅法（Waelz process）把沉澱物中的含鋅量減少後，而殘餘的威爾茲氧化物則接受第二次淋溶。此時從沉澱物中可得二氧化鍺，與氯氣或氯化氢反應後被轉化成四氯化鍺，由於它的沸點低，因此可用蒸餾法進行分離 ：
GeO2 + 4HCl → GeCl4 + 2H2O
GeO2 + 2Cl2 → GeCl4 + O2
四氯化鍺會被水解成二氧化鍺，或用分餾法淨化後再被水解。極純的GeO2適用於製造鍺玻璃。純二氧化鍺與氫反應後被還原成鍺，用這種還原方式所得的鍺，適用於紅外線光學或半導體工業：
GeO2 + 4H2 → Ge + 2H2O
用於鋼鐵生產及其他工業過程的鍺，一般會用碳來還原：
GeO2 + C → Ge + CO2

## 應用

圖為典型的單模光纖。氧化鍺用於摻雜二氧化硅核心（1號）。
1. 核心 8 µm
2. 包層 125 µm
3. 緩衝層 250 µm
4. 護套 400 µm

鍺在2007年的估計全球終端應用為：光纖系統佔35%，紅外線光學（infrared optics）佔30%，聚合催化劑佔15%，及電子和太陽能發電也佔15%。餘下的5%為其他應用，如磷光體（phosphor）、冶金及化學治療。

### 光學
二氧化鍺最值得注意的物理特性，就是它的高折射率，和低色散。因此特別適用於廣角鏡、顯微鏡和光纖核心。它更取代了二氧化鈦，成為了二氧化硅光纖核心的摻雜物，這樣就不用再做後續熱處理，而這種處理會使光纖變得易碎。在2002年末，光纖工業佔美國鍺用量的60%，但只佔全球用量不到10%。鍺銻碲（GeSbTe）是一種相變合金，以其光學特性著稱，應用例子包括可重寫。
由於紅外線可以無損失的穿透鍺，因此它成了一種重要的紅外線光學材料，能很容易地被切割或打磨成鏡片及窗戶。它在紅外線光學中的一項重要應用，就是製作熱圖像照相機（thermal imaging camera）的鏡頭塗層。含鍺的這一種鏡頭用於波長為8至14微米的紅外線，這樣的紅外線可用於被動熱成像及熱點探測，因此能被應用於軍事、汽車夜視系統及消防。這樣的鏡頭還能用於顯微鏡光譜儀，及其他需要極敏感紅外線探測的光學儀器。鍺這種材料有着非常高的折射率（4.0），因此需要抗反射塗層。特別是類金剛石碳的抗反射塗層，這是一種特別堅硬的特殊塗層，其折射率為2.0，與鍺相若，而且會產生一層如鑽石堅硬的表面，足以面對戶外的各種嚴苛環境。

### 電子工业
晶体管主要由锗和硅两种高纯度半导体制作，而锗晶体管（简称锗管）曾是晶体管时代早期（于40年代末开始）最重要的半导体产品，因为当时制作高纯硅和制造硅管的工艺都不够成熟。锗晶体管相比硅管，有B-E结压降低（锗管约0.2V，而硅管为0.6V左右)的优势，但是热稳定性较差，且响应速度的极限明显不如硅管。锗管的大规模应用大概持续到1970年左右，此后从发达国家开始逐渐淘汰，到1980年，几乎在全世界范围完全被硅管取代而退出电子工业。然而，一些音响发烧友认为锗管具有独特的音色，相对于硅管的“冷硬”，锗管温暖醇厚的声音特性被一些玩家称为‘低压电子管’因此一些生产于60年代的电声设备和零件至今受到部分玩家的追捧，一些音樂用的踏板效果器還在用鍺晶體管，因為這種效果器能產生早期搖滾特有的“模糊”音質，當中最有名的是Dallas Arbiter公司所生產的Fuzz Face效果器。
後來电子材料界又燃起了对锗材料的兴趣，不过已不局限于纯锗晶体。鍺化硅合金（一般稱為“硅鍺”）正急速地成為一種重要的半導體材料，用於高速集成電路。使用了Si-SiGe接面的電路，由於這種接面的特性，而比只用Si的要快得多。在無線通訊（wireless communication）裝置中，鍺化硅正開始取代砷化鎵。有着高速特性的SiGe晶片，可以用硅晶片工業傳統的生產技巧，並以低廉的成本生產。
隨著能源成本的上漲，使得太陽能板的經濟價值有所提高，而這也是鍺的一大潛在應用。鍺是太空用高效多結光伏電池的晶圓基板。因為鍺的晶格常數（lattice constant）與砷化鎵相近，所以可以用鍺基板來製造砷化鎵太陽能電池。火星探測漫遊者及數個人造衛星，都有使用鍺上三聯點砷化鎵電池。
上鍺下絕緣體的基板，有望可以取代微型晶片中的硅。其他電子應用還包括螢光燈的磷光體（phosphor），及鍺基固態發光二極體。

### 其他應用
在生產聚對苯二甲酸乙二酯的過程中，二氧化鍺還可以用於催化聚合作用。這樣生產出來的成品耀度很高，所以在日本銷售的PET瓶子都專門選用這一種聚酯。然而，美國不把鍺用作聚合催化劑。由於二氧化硅與二氧化鍺相近，所以氣相色譜柱中的固定相二氧化硅，可用二氧化鍺來取代。
近年，在貴金屬合金中加入鍺是愈來愈多。例如，在英幣標準銀（sterling silver）（含銀量達95%以上的合金）中加入鍺，就能減少火紋（firescale）、增加抗鏽色性（tarnish）及增加對析出硬化（precipitation hardening）的反應。有一種抗鏽色的銀合金，商標名叫Argentium，其含鍺量需達1.2%。
高純度鍺單晶探測器，能準確地探測出輻射的來源，因此可用於機場保安系統。鍺亦被用於晶體單光儀（crystal monochromator），這台儀器能生成單晶中子散射（neutron scattering）及同步X射線繞射所需的線性束。在中子及高能X射線的應用，鍺的反射性比硅優勝。高純度的鍺晶體還被用於伽瑪光譜學（gamma spectroscopy）和探尋暗物質的探測器中。
鍺的一些化合物對哺乳類動物沒甚麼毒性，可是對某些細菌則有着相當的毒性。就因為這項特性，所以這些鍺化合物可用作化學治療劑。

## 对生物的影响
一般認為鍺對動植物的健康並不重要。由於鍺在礦石與碳質材料中是一種稀有元素，加上在商業應用中使用的量也不算多，所以它對自然並沒有甚麼影響。
锗化合物被用于白血病与肺癌的替代療法，但沒有醫學實證證實鍺的好处，甚至有证据表明它们有害。美國食品藥品監督管理局的研究結論認為，當鍺被用作膳食補充劑時“有可能危害人體健康”。
锗本身不危险，但某些活泼的锗化合物有毒。例如四氯化鍺及甲鍺烷，分別為液體及氣體，能對眼睛、皮膚、肺部及喉嚨造成很大的刺激。有些锗化合物对哺乳动物的毒性低，但对细菌来说有毒。